# Centre d'un groupe
En théorie des groupes, on appelle centre d'un groupe G l'ensemble des éléments de G qui commutent avec tous les autres.

## Définition
Soit G un groupe, noté multiplicativement. Son centre ZG est

## Propriétés
- Dans G, ZG est un sous-groupe normal — comme noyau du morphisme de groupes ι ci-dessous — et même un sous-groupe caractéristique.
- Tout sous-groupe de ZG est sous-groupe normal de G.
- ZG est abélien.

## Exemples
- Le centre d'un groupe abélien G est le groupe G entier, c'est-à-dire : ZG = G.
- Le centre du groupe alterné An est trivial pour n ≥ 4.
- Le centre du groupe linéaire GLn(R) est le sous-groupe des matrices scalaires non nulles, pour tout anneau commutatif R.

## Application
L'action par conjugaison de G sur lui-même est le morphisme de G dans le groupe des automorphismes de G
{\displaystyle \iota :G\to Aut(G),\,g\mapsto \iota _{g},}
où ιg est l'automorphisme intérieur défini par
{\displaystyle \iota _{g}:G\to G,h\mapsto ghg^{-1}.}
Son noyau et son image sont
Le sous-groupe Int(G) est appelé groupe des automorphismes intérieurs de G.
On peut en déduire, d'après les théorèmes d'isomorphisme :